# HALCALI
HALCALI (ハルカリ) est un groupe féminin hip-hop et J-pop japonais, originaire de Meguro, Tokyo. Il est constitué de Haruka (née le 21 avril 1988) et de Yukari (née le 18 juillet 1987), toutes deux originaires de Meguro. Elles ont mélangé leurs prénoms pour donner le nom du groupe: Haruka  + Yukari = Harukari, qui se prononce Halcali en japonais.
Étant donné qu'Halcali n'a pas renouvelé son contrat avec Epic Records Japan, il n'y a plus eu d'activité de divertissement exceptionnelle depuis 2013. Depuis, Halca a commencé ses activités en tant que photographe et Yucali a obtenu son diplôme de nutritionniste et s'est mariée au printemps 2015.

## Biographie

### Origines
Haruka (née le 21 avril 1988) et Yukari (née le 18 juillet 1987) étaient de proches amis pendant leur période à l'école primaire et à l'école de danse de Meguro. Elles aspiraient toutes les deux à devenir danseuses, et non chanteuses, à cette époque. En 2002, Haruka et Yukari remarquent un flyer rose pour passer une audition afin de former une « unité féminine de hip-hop » organisée par le groupe Rip Slyme. Yukari admettra que les deux amis sont entrées en compétition pour voir ce qui pourrait en résulter. Parmi des centaines de concurrentes, Haruka et Yukari sont sélectionnées pour former Halcali.

### Débuts

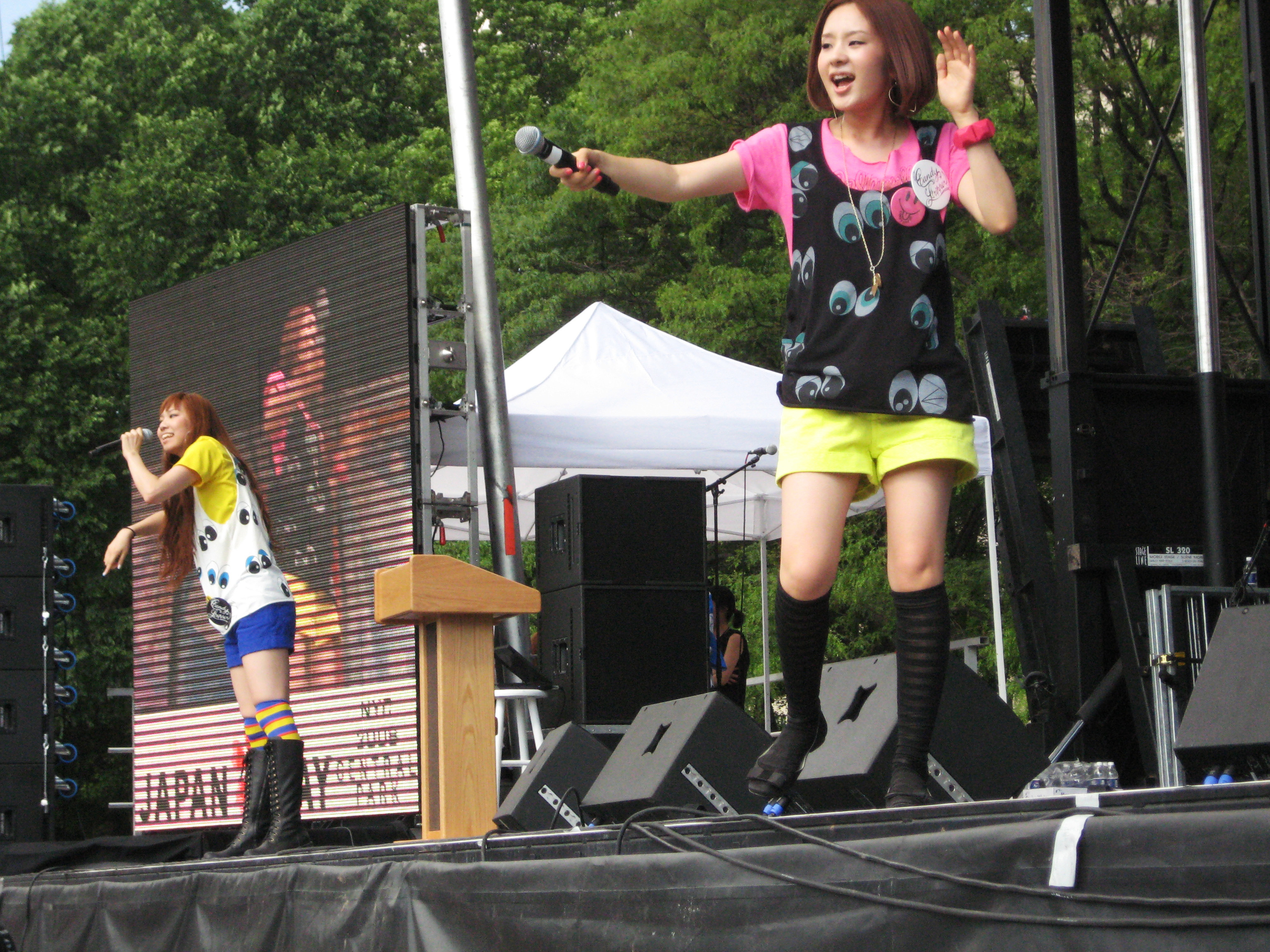
Halcali au Central Park, pendant le Japan Day 2008.

Halcali débutent pendant un concert gratuit avec Rip Slyme au Budokan Theatre. Ici, Halcali jouent avec Rip Slyme et jouent leur premier single, タンデム (Tandem). Tandem est publié le 8 janvier 2003, et le clip est diffusé sur plusieurs chaines locales comme MTV Japan. Le single atteint la 19e place de l'Oricon.
En 2000, elles remportent le 1er prix du concours RAVE2000. En 2002, elles remportent le grand prix du Female Rapper Audiiton, et, le 26 juillet 2002, elles jouent leur première grande scène face à 10 000 spectateurs. Entre la sortie de leur single et celle à venir pour leur premier album, Halcali passe d'un J-pop grand public à un mélange de pop et rap ; une auto-parodie du style rap « bubblegum » dans la veine d'anciens groupes comme East End X Yuri. Ce style est évident à l'écoute de leurs deuxième et troisième singles, エレクトリック先生 (Electric sensei) et ギリギリ・サーフライダー (Girigiri Surf Rider) publiés à la mi-2003. Ces deux singles sonnent plus rap que pop. La dernière chanson attire l'intérêt du public occidental pendant sa performance au Adam and Joe Go Tokyo.
Le 8 juillet 2007, le groupe joue en concert à la Japan Expo (8e édition). Le 26 janvier 2008, le duo joue un concert au Bar Restaurant QIN (Paris). Les 20 et 21 juin 2008, elles apparaissent à la Maison de la culture du Japon (Paris), puis au GRILLEN à Colmar, en Alsace, le 28 juin.

## Discographie

### Albums studio
- 3 septembre 2003 - Halcali Bacon (ハルカリベーコン?)
- 24 novembre 2004 - Ongaku no Susume (音樂ノススメ?)
- 16 mars 2005 - Halcali Mix (ハルカリミックス?)
- 18 juillet 2007 - Cyborg Oretachi (サイボーグ俺達?)
- 26 mai 2010 - TOKYO GROOVE
- 9 février 2011 - TOKYO CONNECTION
- 30 mai 2012 - Halcali no Okawari (ハルカリノオカワリ?)

### Singles
- 8 janvier 2003 - Tandem (タンデム?)
- 9 avril 2003 - Electric Sensei (エレクトリック先生?)
- 9 juillet 2003 - Girigiri Surf Rider (ギリギリ・サーフライダー?)
- 26 novembre 2003 - Strawberry Chips (ストロベリーチップス?)
- 9 juin 2004 - Marching March (マーチングマーチ?)
- 20 octobre 2004 - BABY BLUE!
- 7 décembre 2005 - Tip Taps Tip (générique de l'animé Eureka Seven)
- 22 février 2006 - Twinkle Star
- 13 décembre 2006 - LOOK
- 14 mars 2007 - Tōgenkyō (桃源郷?) / Lights, Camera. Action!
- 20 juin 2007 - It's PARTY TIME!
- 12 novembre 2008 - Long Kiss Goodbye (générique de l'animé Naruto Shippuden)
- 11 février 2009 - Re:Yasashii Kimochi (Re:やさしい気持ち?)
- 23 septembre 2009 - Kony'a wa Boogie Back (今夜はブギー･バック?) (en collaboration TOKYO No.1 SOUL SET)
- 27 janvier 2010 - ENDLESS NIGHT
- 5 mai 2010 - You May Dream
- 15 septembre 2010 - Roman Hikō (浪漫飛行?)

### Singles numériques
- 12 janvier 2006 - Slalom '06 (スラローム '06?)
- 9 janvier 2007 - 2 Higher Clap 007
- 7 février 2007 - Girl! Girl! Girl!

### DVD
- 24 mars 2004 - Harukari DVD (春狩デーヴィーデー(仮)?)